# Jasmin Open Monastir 2023
Jasmin Open Monastir 2023 byl tenisový turnaj na ženském profesionálním okruhu WTA Tour hraný v areálu Skanes Family Hotel Monastir. Druhý ročník Jasmin Open Monastir probíhal mezi 16. až 22. říjnem 2023 v tuniském přímořském letovisku Monastir na dvorcích s tvrdým povrchem.
Turnaj dotovaný 259 303 dolary patřil do kategorie WTA 250. Nejvýše nasazenou singlistkou se stala třicátá tenistka světa Jasmine Paoliniová z Itálie, která skončila jako poražená finalistka. Jako poslední přímá účastnice do dvouhry nastoupila americká 120. hráčka žebříčku Emina Bektasová. V důsledku invaze Ruska na Ukrajinu na konci února 2022 řídící organizace tenisu ATP, WTA a ITF s grandslamy rozhodly, že ruští a běloruští tenisté mohli dále na okruzích startovat, ale do odvolání nikoli pod vlajkami Ruska a Běloruska.
Osmý singlový titul na okruhu WTA Tour vyhrála 27letá belgická světová jednička ve čtyřhře Elise Mertensová a podruhé v kariéře obhájila titul. Čtyřhru ovládly Italky Sara Erraniová s Jasmine Paoliniovou, které získaly první společnou trofej.

## Rozdělení bodů a finančních odměn

### Rozdělení bodů
| Soutěž  | Soutěž      | vítězové | finalisté | semifinalisté | čtvrtfinalisté | 16 v kole | 32 v kole | Q  | Q2 | Q1 |
| ------- | ----------- | -------- | --------- | ------------- | -------------- | --------- | --------- | -- | -- | -- |
| dvouhra | [ 1 ] [ 6 ] | 280      | 180       | 110           | 60             | 30        | 1         | 18 | 12 | 1  |
| čtyřhra | [ 7 ]       | 280      | 180       | 110           | 60             | 1         | —         | —  | —  | —  |

### Finanční odměny
| Soutěž                                | Soutěž      | vítězové | finalisté | semifinalisté | čtvrtfinalisté | 16 v kole | 32 v kole | Q2      | Q1      |
| ------------------------------------- | ----------- | -------- | --------- | ------------- | -------------- | --------- | --------- | ------- | ------- |
| dvouhra                               | [ 1 ] [ 6 ] | 34 228 $ | 20 226 $  | 11 275 $      | 6 417 $        | 4 220 $   | 2 930 $   | 2 400 $ | 1 815 $ |
| čtyřhra                               | [ 7 ]       | 12 447 $ | 7 000 $   | 4 020 $       | 2 400 $        | 1 848 $   | —         | —       | —       |
| částka ve čtyřhrách je uvedena na pár |             |          |           |               |                |           |           |         |         |

## Ženská dvouhra

### Nasazení
| Stát                         | Hráčka                    | WTA | Nasazení |
| ---------------------------- | ------------------------- | --- | -------- |
| Itálie                       | Jasmine Paoliniová        | 31. | 1.       |
| Belgie                       | Elise Mertensová          | 41. | 2.       |
| Itálie                       | Martina Trevisanová       | 42. | 3.       |
| Ukrajina                     | Lesja Curenková           | 43. | 4.       |
| Slovensko                    | Anna Karolína Schmiedlová | 59. | 5.       |
| Itálie                       | Lucia Bronzettiová        | 63. | 6.       |
| Polsko                       | Magdalena Fręchová        | 70. | 7.       |
| Francie                      | Clara Burelová            | 73. | 8.       |
| Žebříček WTA k 9. říjnu 2023 |                           |     |          |

### Jiné formy účasti
Následující hráčky obdržely divokou kartu do hlavní soutěže: 
- Erika Andrejevová
- Katarzyna Kawaová
- Petra Marčinková

Následující hráčka nastoupila pod žebříčkovou ochranou:
- Kristína Kučová[2]

Následující hráčky postoupily z kvalifikace:
- Alexandra Ealaová
- Chloé Paquetová
- Camilla Rosatellová
- Katarina Zavacká

### Odhlášení
před zahájením turnaje
- Tatjana Mariová → nahradila ji  Jéssica Bouzasová Maneirová
- Tereza Martincová → nahradila ji  Nuria Párrizasová Díazová
- Arantxa Rusová → nahradila ji  Darja Semeņistajová
- Peyton Stearnsová → nahradila ji  Laura Pigossiová

## Ženská čtyřhra

### Nasazení
| Stát                                                                     | Hráčka                | Stát       | Hráčka              | WTA  | Nasazení |
| ------------------------------------------------------------------------ | --------------------- | ---------- | ------------------- | ---- | -------- |
| Kazachstán                                                               | Anna Danilinová       |            | Alexandra Panovová  | 93.  | 1.       |
| Španělsko                                                                | Cristina Bucșová      | Nizozemsko | Bibiane Schoofsová  | 151. | 2.       |
| Polsko                                                                   | Weronika Falkowská    | Česko      | Anna Sisková        | 168. | 3.       |
| Itálie                                                                   | Angelica Moratelliová | Itálie     | Camilla Rosatellová | 183. | 4.       |
| Žebříček WTA k 9. říjnu 2023; číslo je součtem umístění obou členek páru |                       |            |                     |      |          |

### Jiné formy účasti
Následující páry obdržely divokou kartu do hlavní soutěže:
- Chiraz Bechriová /  Feryel Ben Hassenová
- Hiba Heniová /  Ranim Rassilová

## Přehled finále

### Ženská dvouhra
- Elise Mertensová vs.  Jasmine Paoliniová, 6–3, 6–0

### Ženská čtyřhra
- Sara Erraniová /  Jasmine Paoliniová vs.  Mai Hontamová /  Natalija Stevanovićová, 2–6, 7–6(7–4), [10–6]